# Alice de Buhr
Alice de Buhr (ur. 1950 w Mason City, Iowa, Stany Zjednoczone) – amerykańska perkusistka, kompozytorka i autorka tekstów. Najbardziej znana jako perkusistka i współzałożycielka żeńskiego zespołu rockowego Fanny. Uczestniczyła także w nagraniach do płyt Barbry Streisand (Barbra Joan Streisand z 1971) i Petera Iversa.